# Tonnoira magna
Tonnoira magna är en tvåvingeart som beskrevs av Freddy Bravo och Carlos Chagas 2004. Tonnoira magna ingår i släktet Tonnoira och familjen fjärilsmyggor. Inga underarter finns listade i Catalogue of Life.